# 吉洛克冰川
72°0′S 24°8′E / 72.000°S 24.133°E
吉洛克冰川是南極洲的冰川，位於毛德皇后地的朗希爾德公主海岸，全長9公里，流經瓦爾尼姆山，終點在斯馬萊加嶺，挪威製圖師根據美國海軍空中照片繪入地圖。